# ووس (تسرنا تراوا)
ووس (به صربی: Vus) یک منطقهٔ مسکونی در صربستان است که در Crna Trava Municipality واقع شده‌است. ووس ۱۹ نفر جمعیت دارد.